# Latibulus bilacunitus
Latibulus bilacunitus är en stekelart som beskrevs av Mao-Ling Sheng och Xu 1994. Latibulus bilacunitus ingår i släktet Latibulus och familjen brokparasitsteklar. Inga underarter finns listade i Catalogue of Life.